# شست پا

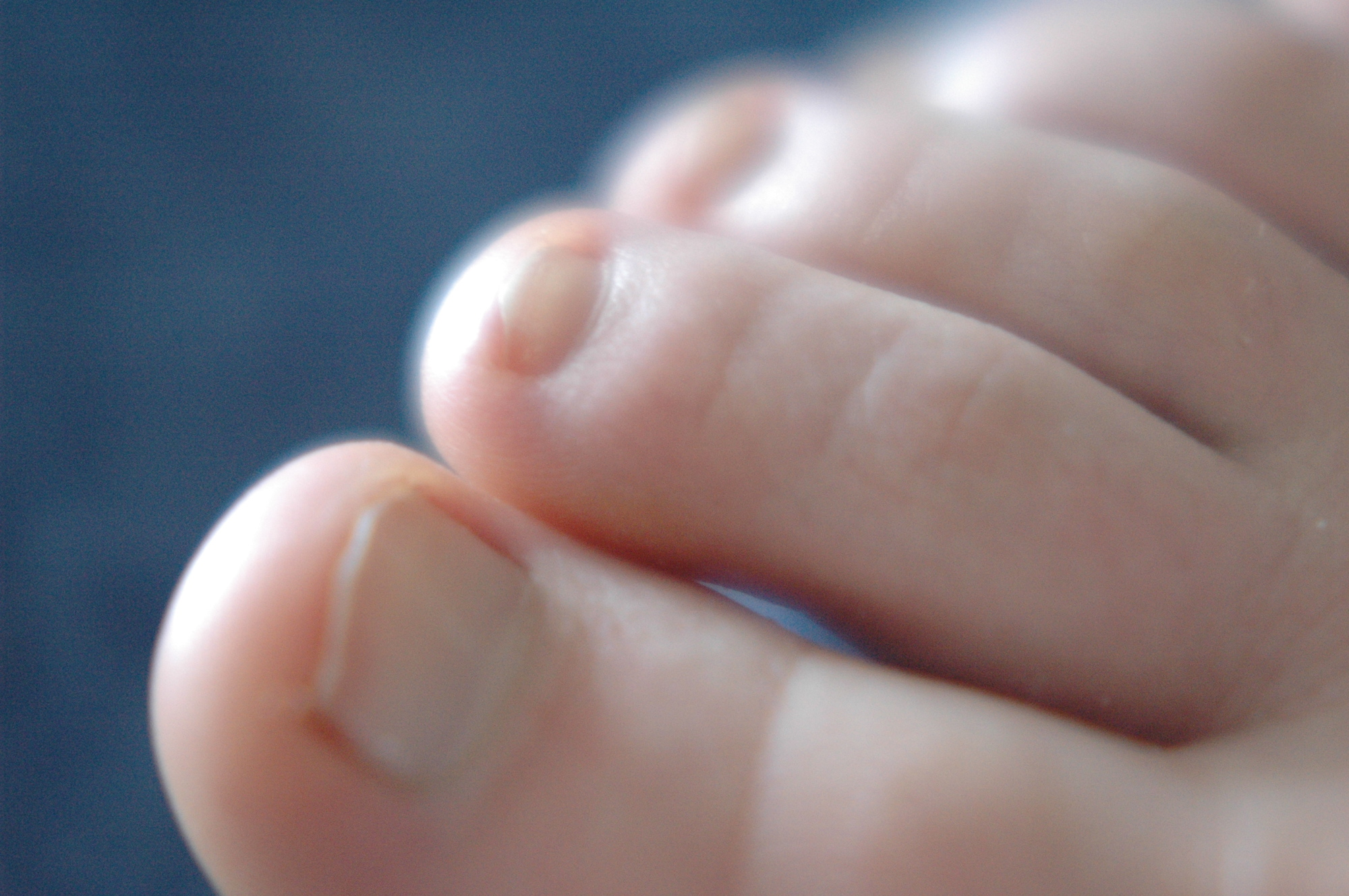
انگشت شست پا اولین انگشت در سمت چپ تصویر است.

در چهار عضوی‌ها انگشت شست پا (به انگلیسی: Hallux) (انگشت بزرگ پا یا بهترین انگشت) همانند انگشتان دست یکی از انگشت‌های پا است. اسم این انگشت به زبان لاتین نیز، پولکس (به لاتین: Pollex) می‌باشد.